# Rocca Brancaleone
Die Rocca Brancaleone ist eine spätmittelalterliche Festung in der Stadt Ravenna in der italienischen Emilia-Romagna. Sie wurde im 15. Jahrhundert von der Republik Venedig errichtet und beherbergt heute einen der Parks der Stadt.

## Geschichte

### Bau unter venezianischer Herrschaft

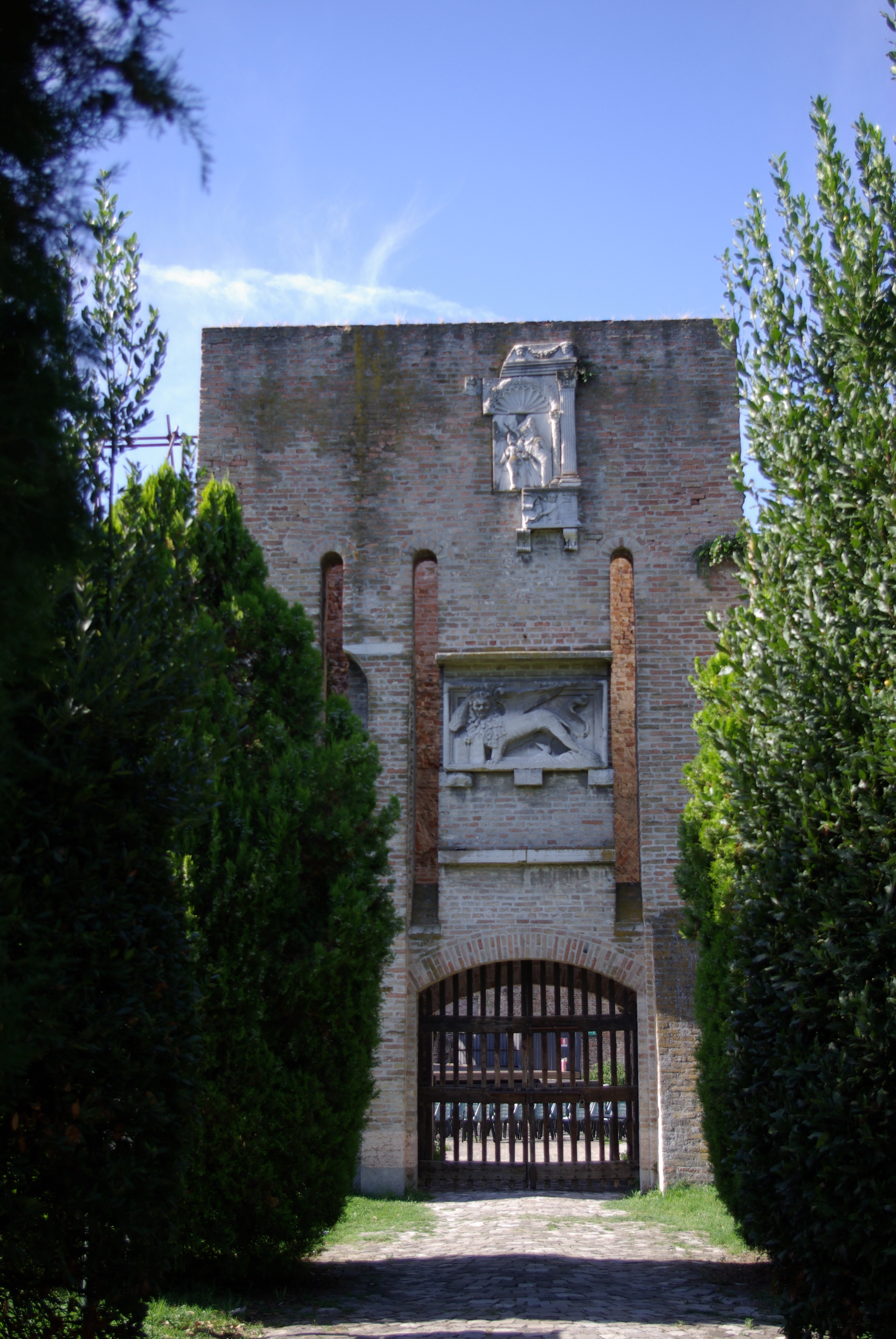
Turm der Kapelle mit dem Markuslöwen

1441, nach der Niederlage von Ostasio III. da Polenta erlangte die Republik Venedig die Kontrolle über Ravenna. Unter den angeordneten Arbeiten legte man besonderen Wert auf die Erneuerung der Befestigungen und der Mauer. In dieser Hinsicht projektierte die venezianische Regierung den Bau einer Festung, wobei das Arrangement sorgfältig ausgewählt wurde.
Der Bau hatte zwei Ziele: Nicht nur sollte die Stadt auf der Nordostseite geschützt werden, sondern er hätte auch im Falle eines Bürgeraufstandes nützlich sein können. Die Arbeiten wurden vom Dogen Francesco Foscari unterstützt, der 1456 die Bestätigung vom Senat der Republik Venedig erhielt. Das Projekt wurde dagegen von Giacomo Corner und Vitale Lando erstellt und unter der Leitung von Giovanni Francesco da Massa umgesetzt. Am 25. Mai 1457 vergrub der Podestat Pietro Zorzi drei Kupfermünzen, auf denen der Erzbischof Bartolomeo Roverella den Grundstein setzte, womit er die Baustelle eröffnete. Ein großer Teil der Baumaterialien stammte von früheren Bauten, wie der Kirche Sant’Andrea dei Goti, dem Palazzo Beldeduit der Da Polentas und von den Mauern von Caesarea. Die Festung wurde noch während des Baus in Betrieb genommen, denn bereits am 19. Januar 1460 schrieb der Doge Pasquale Malipiero an den Podestaten von Ravenna, damit dieser den Kastellan Marco di Riniero und die ersten, dort stationierten Truppen unterstütze. Allerdings kennt man das genaue Enddatum der Arbeiten, auch wenn die Fertigstellung der Verteidigungsanlagen der Zitadelle im Jahre 1470 stattfand.

### Namensbedeutung
Der Ursprung des Namens ist nicht genau bekannt und über die Zeit gab es verschiedene, teils sich widersprechende, Meinungen dazu. Manche glauben, dass der Name „Brancaleone“ der Name einer Patrizierfamilie in Venedig gewesen sei. Aber dieser These widersprach Gaetano Savini und entgegnete, dass die ersten Quellen, in denen ein „Brancaleone“ in Venedig erwähnt ist, aus der Zeit nach 1500 stammen. Savini dagegen hält eine Verbindung mit Brancaleone degli Andalò, Graf von Casalecchio, wahrscheinlicher. Die These von Giuseppe Morini dagegen analysiert die Etymologie des Namens, indem er ihn in „Branca“ (dt.: Pranke) und „Leone“ (dt.: Löwe) aufspaltet, was an den Markuslöwen gemahnt, der über die Stadt herrschte. Auch das Relief über dem Tor, das die Burg von der Zitadelle trennt, das einen typischen, geflügelten, venezianischen Löwen zeigt, scheint diese Deutung zu bestätigen. Falsch dagegen scheint die These zu sein, nach der der Löwe Ravenna in der „Branca“ oder „in der Pfote gefangen“ habe, wie das auf einem Stadtwappen von 1937 dargestellt ist. Tatsächlich stammen die ersten Dokumente, die den Löwen mit Ravenna in Verbindung bringen, aus dem Jahre 1509 und das Tier folgt tatsächlich dem venezianischen Einfluss.

### Militärische Konflikte
Die Festung wurde zweimal angegriffen: 1509 von den Truppen des Kirchenstaates unter Papst Julius II. und 1512 in der Schlacht bei Ravenna. Dem ersten Angriff widerstand die Festung einen Monat lang und musste dann unter dem Feuer von 32 Kanonen des Herzogs von Ferrara unter dem Kommando des Herzogs von Urbino, Francesco Maria I. della Rovere, kapitulieren. Aber nach der Schlacht wurden keine adäquaten Reparaturen durchgeführt und so kam die Aufgabe drei Jahre später, gegen die französischen Truppen, nach nur vier Tagen der Belagerung.

### Unter dem Kirchenstaat
1526 war die Festung auf Geheiß des Papstes Clemens VII. Teil der Studie über die Burgen der Romagna, die von Antonio da Sanagallo dem Jüngeren und Michele Sanmicheli durchgeführt wurde und die aufgelaufenen Schäden herausstellte. Aber mit der Stabilisierung der politischen Lage verlor die Burg ihre strategische Bedeutung für die Verteidigung bis zum Eintritt einer fortschreitenden Auszehrung, beginnend mit der Bewaffnung, die auf andere militärische Zentren verteilt wurden, bis zur Struktur selbst, insbesondere ab 1630.

### Zivile Nutzung nach der Einigung Italiens
1877 wurde die Familie Rava Eigentümer der Burg. Jahrelang diente das Gelände als Garten. 1965 kaufte die Stadt Ravenna die Burg. Es folgten zwischen 1972 und 1980 Erhaltungseingriffe unter der Leitung der Soprintendenza per i Beni Ambientali e Architettonici der Provinzen Ravenna, Ferrara und Forlì zu zwei Zwecken: Zum einen sollte das originale Aussehen der Festung wiedererlangt werden, zum anderen sollte sie öffentlich genutzt werden, und zwar durch Schaffung eines Parks und eines Freilufttheaters. 1988 führte das städtische technische Büro auch ein Projekt zur Gestaltung der städtischen Umgebung der Festung durch, um die Gegend aufzuwerten und den Zugang zu erleichtern.
Das Freilufttheater in der Burg wurde für Konzerte, lyrische Werke und das Zeigen von Filmen genutzt. Das Denkmal wurde auf Betreiben von Mario Salvagiani, des dynamischen Theaterdirektors von Ravenna, den Erfordernissen moderner Veranstaltungen angepasst. Das erste bedeutende Konzert (der klassischen Musik) wurde dort am 30. Juli 1971 aufgeführt. Am 14. Juli 1973 fand das erste Jazzkonzert statt und 1975 debuttierten das klassische Ballett und die lyrische Musik.
Es war am 29. Juli 1977, dass eine Reihe von Veranstaltungen begann, die den Musiksommer in Ravenna herausstechen ließen: Die Jahreszeit von Oper und Ballett (erste Aufführung: Der Troubadour mit Vincenzo Bello, Katia Ricciarelli und Renato Bruson). Schließlich dirigierte am 1. Juli 1990 der Maestro Riccardo Muti das erste Konzert des Ravenna Festival, eines internationalen Musikereignisses. Auf der Bühne, die in der Festung aufgebaut war, traten Sänger und Sängerinnen von internationalem Ruf, wie Montserrat Caballé, Luciana Serra und José Carreras auf.

## Beschreibung

### Lage

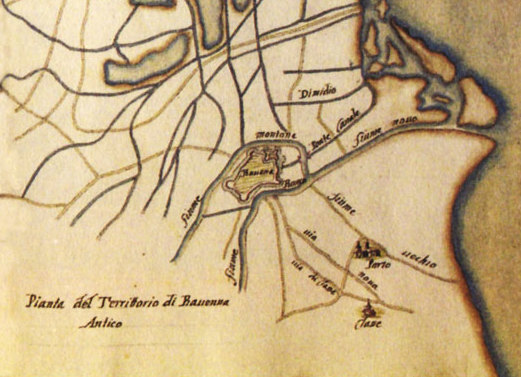
Lageplan von 1605. Hier kann man die Lage der Festung sehen, die sie damals im Verhältnis zur Stadtmauer und zu den Flüssen hatte.

Die Festung wurde an der Nordostecke der Stadtmauer von Ravenna errichtet, in der Nähe des Flusses Montone, der damals am nördlichen Stadtrand entlang floss. Im 19. Jahrhundert, während des Baus des Bahnhofs, wurde ein guter Teil der östlichen Stadtmauer abgerissen, um Platz für die Gleise zu schaffen, die so neben der Festung zu liegen kamen. Mit der Umleitung des Flusses Montone, der im 18. Jahrhundert in die Fiumi Uniti floss, wurde auch die Nordseite der Festung einer Veränderung unterzogen und wurde zu einer Stadtstraße. Darüber hinaus wurde die Festung Ende des 20. Jahrhunderts im Zuge der Arbeiten der städtischen Aufwertung mit begehbaren Grünflächen, einem Autoparkplatz und einem kleinen Park umgeben.

### Architektur
Die Festung ist in zwei Abschnitte geteilt: Die eigentliche Festung, wo der Kastellan residierte und die Zitadelle, wo hingegen die stationierten Truppen untergebracht waren. Über dem Eingang zur Festung gibt es zwei Halbreliefe: Auf einem ist der Markuslöwe abgebildet (es wird Marino di Marco Cedrini zugeschrieben), und auf dem anderen eine „Madonna mit Kind“.
Die Hauptelemente der Befestigung sind der Torrione della Scala (dt.: Treppenturm), der Torrione dell’Olio (dt.: Ölturm), der Torrione della Munizione (dt.: Munitionsturm), der Torrione della Cittadella (dt.: Zitadellenturm), der Torrione di Mezzo (dt.: Mittlerer Turm), der Torrione dell’Orto (dt.: Gartenturm), der Torrione Rotto (dt.: Verfallener Turm) und der Torrione Fiorentina (dt.: Florenzturm) oder Torre della Ghiacciaia (dt.: Eishausturm).
Das Gebiet der Zitadelle dient heute als Park für die Kinder, wogegen in der Festung jedes Jahr ein sommerliches Freiluftkino, sowie musikalische Aufführungen, wie das Festival Ravenna Jazz, stattfinden.

## Flora im Park
- Flaumeiche
- Buche
- Platane
- Linde
- Silber-Pappel
- Judasbaum
- Arizonazypresse
- Fichte
- Himalaya-Kiefer
- Pflaume
- Rosskastanie
- Trompetenbaum
- Ginkgo
- Berberitze
- Steineiche
- Europäischer Zürgelbaum
- Atlaszeder
- Lorbeere
- Japanische Blütenkirsche
- Berg-Ahorn
- Spitzahorn
- Himalaya-Zeder
- Eibe
- Weiderich
- Hibiskus
- Pappel
- Lebensbaum
- Birke (Betula platyphylla)
- Magnolie
- Weide
- Pinie
- Lorbeerkirsche
- Mittelmeer-Feuerdorn
- Stechpalme
- Forsythie
- Stechpalmen-Kreuzdorn
- Stieleiche
- Eschen-Ahorn
- Albizia
- Feldahorn
- Sibirische Ulme
- Silber-Ahorn
- Fächer-Ahorn
- Tulpenbaum
- Robinie

## Veranstaltungen
- Rocca Cinema
- Ravenna Festival